# Medianeira (Paraná)
Medianeira ist ein brasilianisches Munizip im Westen des Bundesstaats Paraná. Es hatte 2021 geschätzt 46.940 Einwohner, die sich Medianeirenser nennen. Seine Fläche beträgt 329 km². Es liegt 417 Meter über dem Meeresspiegel.

## Etymologie
Eine Gruppe der Siedler wollte der Muttergottes huldigen, deren Verehrer sie waren. Andere dachten daran, der neuen Stadt einen indigenen Namen zu geben. Schließlich kam man zu einem Konsens, der alle Parteien zufriedenstellte: Medianeira zu Ehren von Nossa Senhora Medianeira de Todas as Graças (ihr deutscher Name ist Maria, Mittlerin der Gnaden). Zudem konnte man die Bedeutung von in der Mitte zwischen São Miguel do Iguaçu und Matelândia darin sehen.

## Geschichte

### Besiedlung
Die Gründung wurde am 20. Oktober 1949 in Bento Gonçalves geplant, als die Gründer der Colonizadora Industrial e Agrícola Bento Gonçalves Ltda. mit den Studien für die Umsetzung des Kolonisierungsprojekts begannen. Pedro Soccol und José Callegari wurden als Direktoren für das Unternehmen gewählt.
Die ersten Pioniere waren Emílio Henrique Gómez und Giacomo Domingos Cecconelo. Danach begannen sich neue Familien anzusiedeln. Die Pioniere waren meist italienischer und deutscher Herkunft. Sie kamen auf der Suche nach fruchtbarem Land in den äußersten Westen von Paraná. Jede Gruppe brachte Elemente ihrer Kultur und ihrer Bräuche mit, die sich vermischten und in das Leben der Menschen in der Gemeinde integriert wurden.
Der Gründungstag der neuen Siedlung wurde am 24. Oktober 1951 mit einer Messe mit den Siedlern und Pionieren begangen.

### Erhebung zum Munizip
Medianeira wurde durch das Staatsgesetz Nr. 4245 vom 25. Juli 1960 aus Foz do Iguaçu ausgegliedert und in den Rang eines Munizips erhoben. Es wurde am 28. November 1961 als Munizip installiert.

## Geografie

### Fläche und Lage
Medianeira liegt auf dem Terceiro Planalto Paranaense (der Dritten oder Guarapuava-Hochebene von Paraná). Seine Fläche beträgt 329 km². Es liegt auf einer Höhe von 417 Metern.

### Vegetation
Das Biom von Medianeira ist Mata Atlântica.

### Klima
Das Klima ist gemäßigt warm. Es werden hohe Niederschlagsmengen verzeichnet (2003 mm pro Jahr). Im Jahresdurchschnitt liegt die Temperatur bei 21,9 °C. Die Klimaklassifikation nach Köppen und Geiger lautet Cfa.

### Gewässer
Medianeira liegt in den Einzugsgebieten des Rio Paraná und des Rio Iguaçu. Der rechte Paraná-Nebenfluss Rio Ocoí bildet die nördliche und östliche Grenze des Munizips. Im Südosten des Munizips entwässert der Rio Dourado zum Rio Silva Jardim, der dem Iguaçu von rechts zufließt.

### Straßen
Medianeira liegt an der BR-277, die Foz do Iguaçu mit dem Hafen Paranaguá verbindet. Es ist über die PR-495 mit Marechal Cândido Rondon im Nordosten verbunden. Im Südosten führt diese Staatsstraße als Estrada do Colono weiter durch den Nationalpark Iguaçu (aus Umweltschutzgründen seit 2001 geschlossen) bis zur Fähre über den Iguaçu.
Durch Medianeira verlief seit vorkolumbischen Zeiten eine Nebenstrecke des Peabiru-Wegs vom Atlantik nach Peru. Diese Nebenstrecke ging vom Mittellauf des Paranapanema bei Jardim Olinda in südwestlicher Richtung nach Santa Catarina und durchquerte das Gebiet von Medianeira. Nach der Zerstörung der Reduktionen, die die Jesuiten im heutigen Paraná zum Schutz der Ureinwohner eingerichtet hatten, geriet der Weg in Vergessenheit.

### Nachbarmunizipien
| Itaipulândia und Missal | Ramilândia                                  | Matelândia |
|                         | Kompassrose, die auf Nachbargemeinden zeigt |            |
| São Miguel do Iguaçu    | Serranópolis do Iguaçu                      |            |

## Stadtverwaltung
Bürgermeister: Antonio França Benjamim, PP (2021–2024)
Vizebürgermeister: Evandro Rohling Mees, Patriota (2021–2024)

## Demografie

### Bevölkerungsentwicklung
| Jahr | Einwohner | Stadt | Land |
| ---- | --------- | ----- | ---- |
| 1970 | 31.142    | 23 %  | 77 % |
| 1980 | 49.367    | 49 %  | 51 % |
| 1991 | 38.665    | 76 %  | 24 % |
| 2000 | 37.827    | 88 %  | 12 % |
| 2010 | 41.817    | 89 %  | 11 % |
| 2021 | 46.940    |       |      |

Quelle: IBGE, bis 2010: Volkszählungen und für 2021: Schätzung

### Ethnische Zusammensetzung
| Gruppe * | 1991    | 2000    | 2010    | wer sich als …                                                                   |
| --- | ------- | ------- | ------- | -------------------------------------------------------------------------------- |
| Weiße | 84,7 %  | 85,4 %  | 75,3 %  | weiß bezeichnet                                                                  |
| Schwarze | 2,4 %   | 1,6 %   | 2,2 %   | schwarz bezeichnet                                                               |
| Gelbe | 0,0 %   | 0,1 %   | 0,6 %   | von fernöstlicher Herkunft wie japanisch, chinesisch, koreanisch etc. bezeichnet |
| Braune | 12,9 %  | 12,5 %  | 21,7 %  | braun oder als Mischung aus mehreren Gruppen bezeichnet                          |
| Indigene | 0,0 %   | 0,1 %   | 0,1 %   | Ureinwohner oder Indio bezeichnet                                                |
| ohne Angabe | 0,0 %   | 0,3 %   | 0,0 %   |                                                                                  |
| Gesamt | 100,0 % | 100,0 % | 100,0 % |                                                                                  |
| *) Das IBGE verwendet für Volkszählungen ausschließlich diese fünf Gruppen. Es verzichtet bewusst auf Erläuterungen. Die Zugehörigkeit wird vom Einwohner selbst festgelegt. |         |         |         |                                                                                  |

Quelle: IBGE (Stand: 1991, 2000 und 2010)

## Kultur und Sehenswürdigkeiten

### Parque 25 de Julho
Der Park ist die Wiederbelebung der Talsohle des früheren Stadtteils Sapo und einer ehemaligen Mülldeponie. Auf dem Gelände befindet sich ein Teil der Kanalisation des Rio Bolinha und des Rio Alegria. Der Alegria wurde für den Bau des Parks kanalisiert. Heute sind Betonkanäle nicht mehr erlaubt, wie es beim Bolinha noch der Fall war, sondern nur noch Gabionen, die die Entwässerung begünstigen.

### Monumento Pioneiros e Cooperativismo
Das Denkmal veranschaulicht die kulturellen und genossenschaftlichen Besonderheiten der Region Medianeira. Dazu gehört die 1953 geschaffene Estrada do Colono (Straße der Siedler, die aus dem Süden kamen) durch den heutigen  Nationalpark Iguaçu, den Wald, die Tiere und den Fuhrwerksverkehr. Das Denkmal umfasst auch die ersten Gebäude, landwirtschaftlichen Betriebe und Handwerksbetriebe der Region, die durch die Kirche und die Mühle repräsentiert werden, und veranschaulicht durch plastische Formen die Entwicklung der Stadt.

### Morro da Salete
Der Salete-Hügel ist ein Ort der Wallfahrten, der Pilgerreisen und der Kontemplation. Die Besucher werden von dem Weg und der Treppe mit 234 Stufen, der landschaftlichen Schönheit des 548 Meter hohen Gipfels und den Bildern der Muttergottes von La Salette angezogen.

### Sítio do Beto
Das Sítio do Beto ist ein Familienfreizeitplatz im ländlichen Raum mit dem Angebot von pädagogischem Tourismus. Es bietet Kutschfahrten im Wald, Wanderungen, Staudämme, Angeln, Rollschuhlaufen, Sandvolleyball, Fußballplatz, Boccia, Tischtennis, Campingplatz, Schwimmbad, Spielplatz, Veranstaltungssaal (CTR – Zentrum für ländliche Traditionen), ländliches Museum, Christ-Erlöser-Statue, Weinkeller, Kleintiere, Campingplatz, Unterkünfte, Anbau von Sukkulenten, Gemüse und Obst.

### Morro Espigão do Norte
Der Berg Espigão do Norte ist mit 610 m Höhe der höchste Punkt des Munizips. Er bietet einen freien Blick auf die Region und ist ideal zum Gleitschirmfliegen. Der Ort ist noch naturbelassen. In Begleitung eines Führers kann man etwas über die Geschichte der Konflikte zwischen Grileiros (Land grabbing) mit ihren Jagunços (Revolvermänner) und Siedlern (Posseiros, deutsch: legale Landbesetzer) erfahren. Diese gewalttätigen Auseinandersetzungen durchzogen die Kolonisierung dieser kleinen ländlichen Gemeinde.

## Kirchen

### Igreja de São Cristóvão
Die von der europäischen Gotik inspirierte Kirche wurde 1992 von der Architektin Carla Ott entworfen. Sie wurde am 27. Juli 2014 fertiggestellt. Sie bietet Platz für 520 Gläubige. Sie bezaubert durch ihre monumentale Architektur und ist in der Region für das große Fest des Schutzpatrons bekannt. Eine Skulptur des Heiligen Christophorus, des Schutzpatrons der Autofahrer, wurde auf dem Gelände aufgestellt, das für Reisende auf der BR-277 sichtbar ist.

### Igreja Matriz Nossa Senhora Medianeira
Die Pfarrkirche ist der Mutter Gottes geweiht.

## Wirtschaft

### Kennzahlen
Mit einem Bruttoinlandsprodukt pro Einwohner von 42.295,89 R$ bzw. rund 9.400 € lag Medianeira 2019 auf dem 65. Platz im höchsten Viertel der 399 Munizipien Paranás.
Sein hoher Index der menschlichen Entwicklung von 0,763 (2010) setzte es auf den 13. Platz ebenfalls im obersten Viertel der paranaischen Munizipien.